# معتمدية حلق الوادي
معتمدية حلق الوادي إحدى معتمديات الجمهورية التونسية، تابعة لولاية تونس.

### مواضيع ذات علاقة
- ولاية تونس.

1. 1 2 3 4 5  "المناطق الترابية (العمادات) حسب الولايات والمعتمديات". اطلع عليه بتاريخ 2024-11-30.